# Villejuif - Louis Aragon (metrostation)
Villejuif – Louis Aragon er en metrostation i kommunen Villejuif i Paris og endestation for metrolinje 7's sydlige sidelinje. Den blev åbnet 28. februar 1985.
Stationen er opkaldt efter forfatteren Louis Aragon (1897-1982).

## Trafikforbindelser
- Bus:  RATP       Skabelon:Page sous-utilisant un modèle des transports en Île-de-France.
- Noctilien, STIF, RATP og Transiliens parisiske natbusnet: